# دفيئة زجاجية بحرية

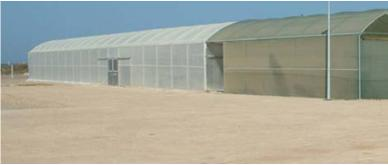

الصوبة الزجاجية البحرية أو البيت الزجاجي البحري هي خيم دفيئة زراعية تمكن المحاصيل من النمو في المناطق الجافة القاحلة باستخدام مياه البحار والطاقة الشمسية. وتعمل هذه التقنية على ضخ مياه البحار (أو السماح لها بالانحدار ناحية التربة إذا كانت الصوبة الزجاجية تحت مستوى سطح البحر) إلى المناطق القاحلة، ومن ثَمَّ تتعرض المياه إلى عمليتين: الأولى هي استخدام مياه البحر في ترطيب الهواء وتبريده. أما العملية الثانية، فهي تبخر مياه البحر بفعل حرارة الشمس وتكثيفها وتقطيرها للحصول على المياه العذبة. وفي نهاية هاتين العمليتين، يتم طرد الهواء الرطب الفائض من الصوبة الزجاجية، واستخدامه في تحسين ظروف نمو المحاصيل الخارجية. ظهرت هذه التكنولوجيا على يد المخترع البريطاني (تشارلي باتون) في أوائل تسعينيات القرن العشرين، وقد تم تطويرها بواسطة شركته Seawater Greenhouse المحدودة في المملكة المتحدة. وفي حالة زيادة نسبة المياه المالحة، فإنها إما يُعاد تبخيرها من أجل الحصول على الملح وعناصر أخرى، أو تُعاد مرة أخرى إلى مياه البحر عبر المصارف. وتُعد تقنية الصوبة الزجاجية البحرية هي استجابة لأزمة المياه العالمية وارتفاع منسوب المياه.

## التاريخ
أُجريت الأبحاث لأول مرة على تقنية الصوبة الزجاجية وتطويرها عام 1991 بواسطة شركة المخترع (تشارلي باتون) التي كان يطلق عليها شركة Light Works المحدودة، أما الآن يطلق عليها شركة Seawater Greenhouse المحدودة. بدأ المشروع النموذجي الأول عام 1992 بالبحث عن موقع تجريبي مناسب والذي كان بالفعل يقع في جزيرة كاناري في تنيريف تم تجميع النموذج الأولي من الصوبة الزجاجية البحرية في المملكة المتحدة وبناؤه في الموقع التجريبي في تنيريف. وقد أقرت نتائج المشروع النموذجي الأول فعالية هذه التقنية، وأكدت احتمالية صلاحية أماكن قاحلة أخرى لهذه التقنية.
تطور المشروع النموذجي الأصلي ليصبح حلًا منخفض التكلفة من خلال استخدام هيكل فولاذي أخف، أشبه ما يكون إلى الصوبة الزراعية المستديرة متعددة الباعات. وقد تم تصميم هذا الهيكل ليكون فعَّالًا بالقياس إلى التكلفة، ومناسبًا للمصادر المحلية. وتم اختبار التصميم لأول مرة للتصديق عليه وإقرار نتائجه في صوبة زجاجية بحرية ثانية تم بناؤها في جزيرة الأريام التي تقع في مدينة أبو ظبي في المملكة الإمارتية المتحدة عام 2000. وشهد عام 2004 اكتمال المشروع النموذجي الثالث للصوبة الزجاجية البحرية بالقرب من مدينة مسقط في عُمان بالتعاون مع جامعة السلطان قابوس، لتوفير فرصة من أجل تطوير قطاع البستنة (زراعة البساتين) المستدام على ساحل الباطنة في عُمان. وأتاحت هذه المشورعات فرصة إثبات فعالية نموذج محاكاة ديناميكي حراري، والذي يتنبأ بدقة ويضع تقديرًا دقيقًا لآلية عمل الصوبة الزجاجية البحرية في الأجزاء الأخرى من العالم إذا ما أعطيت له بيانات الأرصاد الجوية الصحيحة.
في عام 2010، قامت شركة Seawater Greenhouse ببناء مجموعات تجارية ومنشآت صناعية جديدة في أستراليا. وتعمل المؤسسة الآن بشكل مستقل مع مجموعة تقنيات مُطورة مثل تقنية شركة Sundrop Farms القابضة المحدودة.